# Grapsodius
Grapsodius is een geslacht van kreeftachtigen uit de klasse van de Malacostraca (hogere kreeftachtigen).

## Soort
- Grapsodius eximius Holmes, 1900